# باشگاه فوتبال دوکلا بانسکا بیستریتسا
باشگاه فوتبال دوکلا بانسکا بیستریتسا (انگلیسی: FK Dukla Banská Bystrica) یک باشگاه فوتبال مستقر در بانسکا بیستریتسا، اسلواکی است که در حال حاضر در لیگ دسته اول فوتبال اسلواکی، بالاترین سطح لیگ فوتبال در این کشور به فعالیت می‌پردازد.
این باشگاه از سال ۲۰۱۷، پس از سقوط از لیگ دسته دوم فوتبال اسلواکی با مشکلات متعدد اقتصادی دست و پنجه نرم می‌کند.